# Whatever Gets You thru the Night
«Whatever Gets You thru the Night» — сингл Джона Леннона, выпущенный в 1974 году на лейбл Apple Records (каталожный номер Apple 1974 в США и Apple R5998 в Великобритании). Композиция заняла 1-е место в трёх американских чартах: Billboard Hot 100, Cashbox и Record World, а также 36-е в национальном хит-параде Великобритании. Песня продвигалась в качестве главного сингла альбома Walls and Bridges, в Соединённом Королевстве они были выпущены одновременно. «Whatever Gets You thru the Night» — единственный сольный сингл Леннона, возглавивший главный американский чарт (Billboard Hot 100) при его жизни, и Леннон стал последним участником The Beatles, кому покорилось это достижение. В Канаде сингл в течение двух недель занимал 2-ю строчку местного чарта, по итогам 1974 года он расположился на 30-м месте среди самых успешных песен этой страны.

## Предыстория
Вдохновение для текста было найдено в ночных телепередачах. В интервью 2005 года Radio Times Мэй Пэнг рассказала: «Ночью он [Леннон] любил хаотично переключать каналы и выхватывать различные фразы из всяких телепрограмм. Однажды он услышал фразу преподобного Айка, известного чернокожего евангелиста: „Вот что я скажу вам, ребята: неважно что, главное что это поможет вам пережить ночь“. Джону понравилась эта фраза, и он сказал: „Я должен её записать, иначе забуду“. Он всегда держал блокнот и ручку под рукой. Вот так и появилась „Whatever Gets You thru the Night“».
Мелодия композиции была вдохновлена хит-синглом «Rock Your Baby» Джорджа Маккрэя. Хотя итоговый вариант был мало похож на этот трек, параллели очевидны в альтернативной версии, включённой в сборник John Lennon Anthology.

## Содержание
В записи песни участвовал Элтон Джон — сыграв на фортепиано и исполнив вокальную гармонию. Находясь в студии, Элтон поспорил с Ленноном, что песня возглавит американский чарт. Скептически настроенный музыкант дал обещание, что если Элтон окажется прав — он выступит на одном из его концертов. Когда композиция действительно возглавила американский хит-парад, Леннон принял участие в концерте Элтона в честь Дня благодарения в Мэдисон-сквер-гардене 28 ноября 1974 года. Это было его последнее появление на крупном музыкальном мероприятии.
Выбор «Whatever Gets You through the Night» главным синглом альбома был сделан не Джоном Ленноном. Идея принадлежала вице-президенту Capitol Records Элом Коури, который выбирал синглы для альбома Пола Маккартни Band on the Run (успешно предсказав их популярность). Леннон придумал музыкальное видео для песни, в котором спел первый куплет, прогуливаясь по Манхэттену. Позже Йоко Оно создала альтернативную версию видео, где были представлены анимированные рисунки покойного мужа.
В 2007 году Йоко Оно разрешила использовать песни Леннона для благотворительного сборника Instant Karma: The Amnesty International Campaign to Save Darfur, созданного под патронажем одноимённой организации. Свои кавер-версии «Whatever Gets You thru the Night» записали группы Los Lonely Boys и Les Trois Accords.
Концертная запись песни в исполнении Леннона и Элтона Джона была выпущена в 1981 году на мини-альбоме 28 November 1974. Запись также доступна в бокс-сете Lennon (1990) и в переиздании пластинки Элтона Here and There 1995 года.

### Отзывы критиков
Рецензент журнала Cash Box «отметил превосходную продюсерскую работу и насыщенную аранжировку, с использованием разнообразных инструментов». «Лирика Леннона, как всегда, запоминающаяся, а драйвовые ритмы разгоняют мелодию», — подытожил он.

## Чарты
| Чарт (1974–1975)                | Высшая позиция |
| ------------------------------- | -------------- |
| Australia (Kent Music Report)   | 34             |
| Canada RPM Top Singles          | 2              |
| Italy (Musica e Dischi)         | 12             |
| Netherlands                     | 21             |
| South Africa (Springbok Radio)  | 15             |
| Великобритания (OCC UK Singles) | 36             |
| US Billboard Hot 100            | 1              |
| US Cash Box Top 100             | 1              |

| Чарт (1974)                     | Позиция |
| ------------------------------- | ------- |
| Canada                          | 30      |
| US (Joel Whitburn's Pop Annual) | 35      |

## Участники записи
| Музыканты, принимавшие участие в студийной записи: - Джон Леннон — вокал, гитара - Элтон Джон — вокальная гармония, фортепиано, орга́н - Кен Эшер — клавинет - Джесси Эд Дэвис — электрогитара - Эдди Мотто — акустическая гитара - Клаус Форман — бас - Джим Келтнер — ударные - Артур Дженкинс — перкуссия - Бобби Киз — тенор-саксофон - Рон Апреа — альт-саксофон | Музыканты, принимавшие участие в концертной записи 1974 года: - Джон Леннон — гитара, вокал - Элтон Джон — вокальная гармония, фортепиано - Дэйви Джонстон — гитара - Ди Мюррей — бас - Найджел Олссон — ударные - Рэй Купер — перкуссия - Muscle Shoals Horns — духовая секция |  |